# Терешко, Александр Николаевич
Александр Николаевич Тере́шко (3 декабря 1962, Москва, РСФСР, СССР — 25 марта 2024, Москва, Россия) — российский актёр театра и кино, театральный педагог.

## Биография
Родился 3 декабря 1962 года в Москве.
В 1985 году окончил ГИТИС (мастерская А. А. Гончарова). Поступил в труппу театра имени Пушкина, а в 1989 году в театр на Малой Бронной.
Скончался 25 марта 2024 года в Москве на 62-м году жизни.

## Фильмография
- 1988 — Слуга — Валерий
- 1991 — Уставшие (режиссёр Адель Аль-Хадад)
- 1993 — Волчицы (режиссёр Леонид Кулагин)
- 2001 — Кобра (режиссёры Ольга и Владимир Басовы)
- 2000 — «Медики» (режиссёр Евгений Соколов)
- 2001 — «Клетка» (режиссёр Сергей Белошников)
- 2004 — «Даша Васильева. Любительница частного сыска-2. Эта горькая сладкая месть», ТВ-сериал, режиссёр Олег Фесенко
- 2004 — Парижская любовь Кости Гуманкова — Буров
- 2007 — 07-й меняет курс — командир полка
- 2008 — Десантный батя — генерал Караваев
- 2010—2011 — Записки экспедитора Тайной канцелярии
- 2011 — Бомбила — Борис Борисович Виноградов, подполковник МВД
- 2011 — Ельцин. Три дня в августе — Коржаков
- 2012 — Убить Дрозда — Тимофей
- 2013 — Кухня 2 — посетитель ресторана (23 серия)
- 2013 — Учитель в законе. Возвращение — Владимир Иванович Симагин, подполковник ГУВД
- 2016 — Учитель в законе. Схватка — Владимир Иванович Симагин, полковник ГУВД
- 2021 — С неба и в бой — генерал Караваев

## Театральные работы
- А. Н. Островский. «Лес» — Пётр
- Л. Н. Толстой. «Анна Каренина» — Стива[5]
- К. Марло. «Доктор Фауст» — Шут
- Н. Саймон. «Дураки» — Славич
- А. Камю. «Калигула» — Мерейя
- Ф. Ведекинд. «Лулу» — Шварц
- В. Набоков. «Король, дама, валет» — Изобретатель
- Ф. Саган. «Пианино в траве» — Луи
- Д. Шпиро. «Куриные головы» — Мальчишка
- Е. Шварц. «Голый король» — Генрих
- «Дон Жуан» — Дон Гусман
- Мольер. «Жорж Данден, или Одураченный муж» — Любен
- Иван Бунин. «Тёмные аллеи» — Адам Адамыч
- Стругацкие. Жиды города Питера — Сергей[6]
- X.Х. А. Мильян. Цианистый калий… с молоком или без? — Энрике
- И. Губач. «Корсиканка» — Наполеон Бонапарт